# Костёл кармелитов босых (Львов)
Костёл кармели́тов босы́х (костёл Святого Архистратига Михаила) — памятник архитектуры во Львове (Украина). Находится на улице Винниченко, 20.

## История
Впервые костёл ордена кармелитов босых упоминается в 1634 году. Построен, возможно, по проекту архитектора Я. Покоры (Покоровича), сына львовского архитектора итальянского происхождения Адама де Лярто. Башни главного фасада были спроектированы архитектором А. Вондрашкой в 1835—1839 годах, а завершены при реставрации уже в 1906 году архитектором В. Галицким.
Монастырь кармелитов, находившийся за восточной линией львовских фортификаций на холме, представлял собой оборонительный комплекс. Костёл выполнен из камня, трёхнефный и без апсид, перекрыт сводами. К костёлу примыкает прямоугольное в плане здание монастырских келий с внутренним двориком. Главный западный фасад расчленён пилястрами, завершён высоким щипцом, фланкированным двумя башнями с многоярусными барочными завершениями. Барочный интерьер украшен в 1731—1732 годах итальянским живописцем Дж. К. Педретти и его учеником Б. Мазуркевичем, чья роспись сохранилась на сводах центрального нефа. Картины на сюжеты из истории кармелитского ордена были написаны художником Г. Чайковским, а скульптуры в нефах создал скульптор А.Штиль. В 1970—1980 годах проводилась реставрация костёла. Главный алтарь выполнен из чёрного мрамора, вероятно, скульптором А. Прохенковичем (XVII век).
В 1648 году костёл как один из оборонительных узлов Львова был взят украинскими казаками Богдана Хмельницкого. В 1704 году костёл захватили войска шведского короля Карла XII. В 1748 году монахи-кармелиты вели борьбу с соседями-капуцинами, пытаясь преградить доступ верующих в монастырь последних; этот комический эпизод вошёл в историю Львова как «монахомахия».
До 1784 года костёл и монастырь принадлежали ордену римокатолическому кармелитов босых, в 1784—1789 годах — ордену реформатов, с 1789 года некоторое время — кармелитам обутым.
В 1960—1970-х годах в монастырском саду проходили встречи неформальной молодёжи Львова и других регионов УССР, выступления неформальных музыкальных коллективов.
В 1991 году храм был передан УГКЦ и переименован в Храм Архистратига Михаила. Здание монастыря занял орден студитов.